# Dois Rios
Dois Rios é uma vila localizada na Ilha Grande, no estado do Rio de Janeiro, Brasil, notória por abrigar um exitinto presídio, o Instituto Penal Cândido Mendes. Com o fechamento do presídio, a área é administrada pelo Centro de Estudos Ambientais e Desenvolvimento Sustentável (CEADS), vinculado à UERJ.

## História
A vila foi palco de conflitos históricos entre corsários e fazendeiros antes de abrigar o presídio. A região também foi sede da maior fazenda da ilha, dedicada ao cultivo da cana-de-açúcar e do café por muitos anos. Após a Proclamação da Lei Áurea, a produção agrícola da fazenda decaiu devido à perda da mão de obra escrava, o que aumentou os custos de produção, agravados pela dificuldade de escoamento dos produtos e pela distância do local.
Em 1884, a Fazenda de Dois Rios foi adquirida pelo Império para compor o complexo do Lazareto, com o objetivo de abastecer o local com alimentos e proteger as matas que forneciam os mananciais de água para a instituição. Com o tempo, a área foi transformada em um presídio, marcando o início de um novo ciclo na história de Dois Rios. A economia local passou a girar em torno da carceragem, atraindo tanto funcionários do presídio quanto outros indivíduos.
Durante o período de funcionamento do presídio, a região preservou a tranquilidade da Ilha Grande, afastando turistas e investidores devido à reputação da instituição. Esse isolamento ajudou a manter intacto o ecossistema local, considerado um paraíso natural.
Atualmente, as antigas casas ao redor da praça, originalmente habitadas por guardas do presídio, são ocupadas por moradores da ilha, pesquisadores, cientistas e técnicos vinculados à Universidade Estadual do Rio de Janeiro (UERJ). A área é administrada pelo Centro de Estudos Ambientais e Desenvolvimento Sustentável (CEADS), vinculado à UERJ.